# Bigene
Bigene è un settore della Guinea-Bissau facente parte della regione di Cacheu.